# Ой, ви, гуси...
«Ой, ви, гуси...» (рос. «Ой, вы, гуси...») — російський радянський художній фільм 1991 року.
Назва фільму - це перші три слова з застільної пісні «Ой, вы, гуси, вы, серые гуси, расскажите, где доля моя?».

## Зміст
Історія однієї родини, де у трьох уже дорослих братів зовсім різні шляхи. Старший Іванов, Санька, – злочинець, який відбув термін. Молодший Іванов, Петро, не може жити без пияцтва і всього, що з цим пов'язано. А середній – Митька – інвалід, який все одно намагається трудитися і вести добропорядне життя. Примітно, що у фільмі задіяно багато непрофесійних акторів, які максимально передають дух і колорит своєрідної атмосфери.

## Знімальна група
- Автор сценарію: Лідія Боброва
- Режисер-постановник: Лідія Боброва
- Оператор-постановник: Сергій Астахов
- Художник-постановник: Геннадій Попов
- Редактор: Неллі Аржакова

## У ролях
- В'ячеслав Соболєв — Митька
- Василь Фролов — Саня
- Юрій Бобров — Петька
- Ніна Усатова — Даша, дружина Петьки
- Галина Волкова — Рая
- Світлана Гайтан — Любка
- Марина Кузнецьова — Наташка

## Нагороди
- Фільм увійшов до програми «Ретроспектива „Прощай, СРСР!“» ММКФ-2007
- Фільм увійшов до списку 100 найкращих фільмів Росії, знятих в період 1908-1996 років
- Всеросійський кінофестиваль авторського кіно в Твері. Гран-прі режисерові Лідії Бобрової (1991)
- КФ «Дебют» в Москві. Гран-прі режисерові Лідії Бобрової (1992)
- КФ «Кінотавр» в Сочі. Приз журі «За прекрасний дебют» у конкурсі «Фільми для обраних?»
- МКФ фільмів-дебютів в Анже. Гран-прі за найкращий європейський дебют і сценарій режисерові Лідії Бобрової (1992)
- МКФ жіночого кіно в Мінську. Спеціальний приз режисерові Лідії Бобрової (1993)